# بادارو نانا نافيو
بادارو نانا نافيو ( Badarou Nana Nafiou ) هو لاعب كرة قدم دولي من البنين ، من مواليد 18 يوليوز 1991 ، يشغل مركز مدافع ، يلعب حاليا ب نادى برقان الرياضي، ويلعب بادارو نانا نافيو أيضا للمنتخب البينيني .

## روابط خارجية
- بادارو نانا نافيو على موقع الاتحاد الدولي (مؤرشف)  (الإنجليزية)
- بادارو نانا نافيو على موقع قاعدة بيانات كرة القدم.إي يو (الإنجليزية)
- بادارو نانا نافيو على موقع قاعدة بيانات كرة القدم.إي يو (الإنجليزية)
- بادارو نانا نافيو على موقع ناشيونال فوتبول تيمز (الإنجليزية)
- بادارو نانا نافيو على موقع Soccerway.com (الإنجليزية)
- بادارو نانا نافيو على موقع كووورة
- بادارو نانا نافيو على موقع footballdatabase.eu